# Rajiv Kumar Bhatia
Rajiv Kumar Bhatia es un  diplomático, indio retirado.
- Tiene un título de postgrado en Ciencia política.
- En 1972 entró al servicio Exterior de la India fue empleado en París, Beirut, Bruselas, Yakarta y Toronto
- De 1990 a 1994 fue secretario de enlace en el Ministerio de Asuntos Exteriores (India) en Nueva Delhi.
- De 2001 a 2002 fue Alto Comisionado en Nairobi (Kenia).
- De 2002 a 2005 fue Alto Comisionado en Rangún (Myanmar).
- En 2005 fue embajador en México, D. F.
- Del 22 de diciembre de 2006 al 30 de noviembre de 2009 fue embajador en Pretoria.[1]